# Ambroise Marie François Joseph Palisot de Beauvois
Ambroise Marie François Joseph Palisot de Beauvois (Arras, 27 luglio 1752 – Parigi, 21 gennaio 1820) è stato un naturalista e botanico francese.
| P.Beauv. è l'abbreviazione standard utilizzata per le piante descritte da Ambroise Marie François Joseph Palisot de Beauvois. Consulta l'elenco delle piante assegnate a questo autore dall'IPNI. |

| Palisot de Beauvois è l'abbreviazione standard utilizzata per le specie animali descritte da Ambroise Marie François Joseph Palisot de Beauvois. Categoria:Taxa classificati da Ambroise Marie François Joseph Palisot de Beauvois |